# Gerould Wilhelm
Gerould Wilhelm (ur. 1948 we Franklinie) – amerykański botanik i lichenolog.
Gerould Wilhelm ukończył studia licencjackie z biologii morskiej na Uniwersytecie Stanu Floryda. Po odbyciu służby wojskowej w 1974 r. dołączył do personelu Morton Arboretum w Lisle w stanie Illinois. W 1984 r. uzyskał doktorat z botaniki na Uniwersytecie Południowego Illinois w Carbondale.
Jest autorem kilku flor regionu Chicago oraz opracowania metodologii Floristic Quality Assessment, narzędzia do oceny integralności obszarów przyrodniczych. Jest także autorytetem w dziedzinie porostów regionu Chicago. Jest dyrektorem ds. Badań w Conservation Research Institute, organizacji non-profit, która zajmuje się planowaniem, projektowaniem, renowacją i długoterminowym zarządzaniem zrównoważonymi systemami ekologicznymi w środowisku zurbanizowanym i naturalnym poprzez badania stosowane, edukację i pomoc.
Do nazw naukowych opisanych przez niego taksonów dodawany jest skrót jego nazwiska G. Wilh.